# Kinetisk gasteori
Kinetisk gasteori er en fysisk model, der forklarer gassers makroskopiske egenskaber såsom tryk og temperatur ved at beskrive dem som bestående af partikler i bevægelse. Hvis partiklerne ikke interagerer med hinanden og er i termisk ligevægt kan det vises, at partiklernes hastigheder er fordelt jf. Maxwell-Boltzmann-fordelingen. Derved kan den kinetiske gasteori bruges til at udlede idealgasligningen.